# Juiced
Juiced — видеоигра в жанре аркадных автогонок, разработанная студией Juice Games и изданная компаниями THQ и Sega для игровых приставок PlayStation 2 и Xbox, персональных компьютеров под управлением Windows и мобильных телефонов в 2005 году. В России Juiced была издана компанией «Бука» полностью на русском языке.
Впоследствии были выпущены два сиквела — Juiced: Eliminator и Juiced 2: Hot Import Nights.

## Игровой процесс
Главная цель игры — завоевать уважение восьми гоночных команд и всю территорию этих команд. Для этого нужно участвовать в уличных гонках. По задумке, для участия в них игрок должен иметь свою машину и свою команду — для командных заездов. Для участия во всех видах гонок нужно иметь команду, машины из каждого класса и уважение всех команд.
Действие игры происходит в городе Ангелов (пародия на Лос-Анджелес), который поделён на девять районов. Каждый район принадлежит одной команде. В районе Angel North Central находится городской стадион, где проходят уличные гонки вдали от жителей города. Также есть нефтяное месторождение, которое насквозь прорезает длинная дрэг-трасса, на которой тоже устраивают гонки. Campbell Hills — жилой район. Вдали от городской суеты есть спокойный, сельский район Campbell Hills. В этом районе есть пляж, тихие дома. Но в этом районе тоже устраивают гонки. DownTown — самый центр города. Этот район насквозь прорезает река Сан-Габрий. Здесь нет жилых домов, есть тоннели, широкие бульвары, высокие небоскрёбы. Также есть небольшой парк. East Andel Island — портовый район. Сам район делится на торговую часть и склад. На склад можно попасть с помощью двух мостов. Склад всегда открыт, поэтому даже там устраивают гонки. San Ricardo — жилой район. Southside Beach — деловой район. Также в этом районе расположен самый большой пляж в Городе Ангелов. Трассы в этом районе самые сложные, особенно в центре района, где узкие улицы. West Anderson — бедный жилой район. В этом районе самые короткие трассы. Angel Westside — промышленный район. Самая крупная трасса в этом районе проходит по району West Anderson. Angel Superspeedway — ещё один стадион. В самом начале игре можно устраивать в этом районе свои гонки. Стадион меньше, чем Angel North Central, но в нём есть трасса «Восьмёрка».
Гонки — основное занятие в игре. В них зарабатываются деньги и уважение других команд. В игре есть несколько режимов гонок. Кольцо — стандартный вид соревнований. Нужно приехать к финишу первым. Точка-точка (он же «Спринт») в отличие от кольца трассы не являются замкнутыми. Нужно приехать к финишу первым. Спринт (он же «Дрэг») — гонка на короткую прямую дистанцию. В отличие от остальных видов гонок, в спринте только ручная коробка передач. Передачи нужно переключать точно, чтобы развить большую скорость. В спринте могут участвовать всего 4 гонщика. Трюки — здесь нет противников, но нужно за время заработать определённое количество очков различными движениями: дрифт, быстрая езда, 180°, 360°, и так далее. Впрочем, эти гонки не всегда могут быть на деньги — бывают гонки на прототипную деталь, гонки прототипов, гонки на машину, командные заезды.
В игре представлено 52 лицензированных автомобиля от известных мировых производителей, таких как Honda, Toyota, Chevrolet и многих других. Они поделены на восемь классов и различаются по мощности, сложности управления и скорости (у многих машин скорость завышена). Машинами с задним приводом управлять очень сложно, так как при резком повороте их разворачивает. Автомобилями с передним приводом легко управлять, их не заносит; для машин с полным приводом характерна та же самая картина. Помимо этого, для машин доступны обширные возможности тюнинга и стайлинга.

## Разработка и выход игры
| Системные требования | Системные требования    | Системные требования        |
| -------------------- | ----------------------- | --------------------------- |
|                      | Минимальные             | Рекомендуемые               |
| Windows              |                         |                             |
| ОС                   | Windows XP              | Windows XP                  |
| ЦПУ                  | Pentium III 933 МГц     | Pentium 4/Athlon XP 2.8 ГГц |
| Объём ОЗУ            | 256 Мб                  | 512 Мб                      |
| Место на диске       | 2.1 Гб свободного места | 2.1 Гб свободного места     |

Игра была анонсирована 22 января 2004 года. За разработку Juiced была ответственна студия Juice Games; часть её команды уже имела опыт по разработке гоночных игр, когда в составе студии Rage Software создавала игру Lamborghini, которая, однако, так и не была выпущена, а сама студия закрылась. Издателем выступила компания THQ. Разработчики приняли решение использовать популярную в то время тематику уличных гонок, чтобы конкурировать с успешной серией Need for Speed. При этом, Juiced отличается от конкурентов бо́льшим упором на реализм: поведение автомобилей требует от игрока аккуратности, реализована смена дней и календарь гоночных событий, в самих гонках нужно делать ставку на деньги или даже автомобиль и так далее.
Изначально выпуск состоялся 7 мая 2005 года для мобильных телефонов, версии же для PlayStation 2, Xbox и Windows вышли в следующем месяце. 11 августа компания «Бука» издала ПК-версию Juiced в России полностью на русском языке — переводу подверглись как текст, так и озвучивание.

## Саундтрек
«Down By Law» — Beans
«Made In Two Minutes» — Bug Kann & The Plastic Jam
«Architect» — Dub Pistols
«Signs of Life» — Every Move A Picture
«Passion» — Gat Decor
«Cave In» — Guru
«Finished Symphony» — Hybrid
«6 Space (Next Level)» — ILS
«Hurt You So» — Jonny L
«Club Foot» — Kasabian
«How Does It Feel (Ken Kei Whitewind mix)» — Koreans
«Alright All Night» — Lee Coombs
«Dubhead» — Lee Coombs
«Come Down On Me» — Lemon Jelly
«Between Us & Them» — Moving Units
«Ready Steady Go» — Paul Oakenfold
«The Streets» — Roni Size
«Back to Basics» — Shapeshifters
«Flip Mode» — Stereo 8
«We Got the Beat» — Talib Kweli
«What You Deserve» — The Exies
«New Health Rock» — TV on the Radio
«Killa» — Way Out West
«Right Now» — Wordsworth
«Klack» — Xzibit

## Оценки и мнения
| Сводный рейтинг       | Сводный рейтинг | Сводный рейтинг                                                          | Сводный рейтинг                                                          | Сводный рейтинг |
| Издание               | Оценка          | Оценка                                                                   | Оценка                                                                   | Оценка          |
| Издание               | PC              | PS2                                                                      | Xbox                                                                     | Мобильные       |
| --------------------- | --------------- | ------------------------------------------------------------------------ | ------------------------------------------------------------------------ | --------------- |
| GameRankings          | 66,95 %         | 67,48 %                                                                  | 71,45 %                                                                  | 76,67 %         |
| Game Ratio            | 62 %            | 65 %                                                                     | 67 %                                                                     | N/A             |
| Metacritic            | 63/100          | 68/100                                                                   | 68/100                                                                   | N/A             |
| MobyRank              | 71/100          | 66/100                                                                   | 72/100                                                                   | N/A             |
| Иноязычные издания    |                 |                                                                          |                                                                          |                 |
| Издание               | Оценка          | Оценка                                                                   | Оценка                                                                   | Оценка          |
| Издание               | PC              | PS2                                                                      | Xbox                                                                     | Мобильные       |
| 1UP.com               | N/A             | 7/10                                                                     | 7/10                                                                     | N/A             |
| AllGame               | [ 14 ]          | [ 15 ]                                                                   | [ 16 ]                                                                   | N/A             |
| CVG                   | N/A             | 80/100                                                                   | 80/100                                                                   | N/A             |
| Edge                  | 6/10            | 6/10                                                                     | 6/10                                                                     | N/A             |
| EGM                   | N/A             | 6,83/10                                                                  | 6,83/10                                                                  | N/A             |
| Eurogamer             | N/A             | N/A                                                                      | 6/10                                                                     | N/A             |
| G4                    | N/A             | 3/5                                                                      | N/A                                                                      | N/A             |
| Game Informer         | N/A             | 7,5/10                                                                   | 7,5/10                                                                   | N/A             |
| GamePro               | N/A             | 3 из 5 звёзд · 3 из 5 звёзд · 3 из 5 звёзд · 3 из 5 звёзд · 3 из 5 звёзд | 3 из 5 звёзд · 3 из 5 звёзд · 3 из 5 звёзд · 3 из 5 звёзд · 3 из 5 звёзд | N/A             |
| GameSpot              | 6,1/10          | 6,3/10                                                                   | 6,3/10                                                                   | N/A             |
| GameSpy               | [ 24 ]          | [ 25 ]                                                                   | [ 26 ]                                                                   | N/A             |
| GamesRadar+           | 6,8/10          | N/A                                                                      | N/A                                                                      | N/A             |
| GameZone              | N/A             | 6,5/10                                                                   | 7,4/10                                                                   | N/A             |
| IGN                   | 6/10            | 6,5/10                                                                   | 6,8/10                                                                   | N/A             |
| OPM                   | N/A             | 3,5/5                                                                    | N/A                                                                      | N/A             |
| OXM                   | N/A             | N/A                                                                      | 8,1/10                                                                   | N/A             |
| PALGN                 | N/A             | 6/10                                                                     | N/A                                                                      | N/A             |
| PC Gamer (UK)         | 68/100          | N/A                                                                      | N/A                                                                      | N/A             |
| Play (UK)             | 7/10            | 7/10                                                                     | 7/10                                                                     | N/A             |
| TeamXbox              | N/A             | N/A                                                                      | 8,2/10                                                                   | N/A             |
| VideoGamer            | 6/10            | 6/10                                                                     | 6/10                                                                     | N/A             |
| Русскоязычные издания |                 |                                                                          |                                                                          |                 |
| Издание               | Оценка          | Оценка                                                                   | Оценка                                                                   | Оценка          |
| Издание               | PC              | PS2                                                                      | Xbox                                                                     | Мобильные       |
| Absolute Games        | 83 %            | N/A                                                                      | N/A                                                                      | N/A             |
| PlayGround.ru         | 7/10            | N/A                                                                      | N/A                                                                      | N/A             |
| «Игромания»           | 5,5/10          | N/A                                                                      | N/A                                                                      | N/A             |
| «Страна игр»          | 7/10            | 7/10                                                                     | 7/10                                                                     | N/A             |

Juiced получила разносторонние отзывы критиков. На сайте GameRankings средняя оценка составляет 76,67 % в версии для телефонов, 71,45 % — для Xbox, 67,48 % — для PlayStation 2 и 66,95 % в версии для PC. На Metacritic опубликована схожая статистика: 68/100 в версии для консолей и 63/100 для ПК. Из достоинств игры некоторые рецензенты отметили обширный автопарк, качественную графику и саундтрек, в то время как другие отнесли к недостаткам повторяющиеся трассы, малое количество деталей тюнинга и некоторые элементы геймплея.